# リオバー・ペゲーロ
リオバー・ペゲーロ・ソーサ（Liover Peguero Sosa, 2000年12月31日 - ）は、ドミニカ共和国ラ・アルタグラシア州イグエイ出身のプロ野球選手（遊撃手）。右投右打。MLBのピッツバーグ・パイレーツ所属。

## 経歴

### プロ入りとダイヤモンドバックス傘下時代
2017年7月にアマチュア・フリーエージェントでアリゾナ・ダイヤモンドバックスと契約してプロ入り。
2018年に傘下のルーキー級ドミニカン・サマーリーグ・ダイヤモンドバックスでプロデビューし、シーズン途中にはルーキー級アリゾナリーグ・ダイヤモンドバックスでもプレーした。この年は2チーム合計で41試合に出場して打率.259、1本塁打、21打点の成績を記録した。
2019年はルーキー級ミズーラ・オスプレイで開幕を迎え、シーズン途中にA-級ヒルズボロ・ホップスに昇格。2チーム合計で60試合に出場して打率.328、5本塁打、38打点の成績を記録した。

### パイレーツ時代
2020年1月27日にスターリング・マルテとのトレードで、ブレナン・マローンと共にピッツバーグ・パイレーツへ移籍した。この年は新型コロナウイルスの影響でマイナーリーグの試合が開催されなかったため、公式戦の出場はなかった。
2021年はパイレーツのスプリングトレーニングに招待選手として参加した。開幕後は傘下A+級グリーンズボロ・グラスホッパーズに所属し、90試合に出場して打率.270、14本塁打、45打点、28盗塁を記録。 オフの11月17日にメジャー契約を結んで40人枠入りした。
2022年はAA級アルトゥーナ・カーブで開幕を迎え、6月17日にメジャーに昇格して18日のサンフランシスコ・ジャイアンツ戦に「8番・遊撃手」で先発出場してメジャーデビュー（結果は3打数1安打1四球）。メジャーでの出場はこの1試合のみで、20日にはAA級アルトゥーナに降格したが、アルトゥーナではこの年121試合に出場し、打率.259、10本塁打、58打点、28盗塁を記録した。
2023年もAA級アルトゥーナで開幕を迎えたが、7月5日にAAA級インディアナポリス・インディアンズに昇格。インディアナポリスでわずか7試合に出場後、7月17日にメジャーに昇格。24日のサンディエゴ・パドレス戦ではダルビッシュ有からメジャー初本塁打を放った。以降もメジャーで遊撃手あるいは二塁手のレギュラーとして試合に出場し、最終的に59試合に出場して打率.237、7本塁打、26打点、6盗塁を記録した。

## 詳細情報

### 年度別打撃成績
| 年 度    | 球 団    | 試 合 | 打 席 | 打 数 | 得 点 | 安 打 | 二 塁 打 | 三 塁 打 | 本 塁 打 | 塁 打 | 打 点 | 盗 塁 | 盗 塁 死 | 犠 打 | 犠 飛 | 四 球 | 敬 遠 | 死 球 | 三 振 | 併 殺 打 | 打 率 | 出 塁 率 | 長 打 率 | O P S |
| -------- | -------- | ----- | ----- | ----- | ----- | ----- | -------- | -------- | -------- | ----- | ----- | ----- | -------- | ----- | ----- | ----- | ----- | ----- | ----- | -------- | ----- | -------- | -------- | ----- |
| 2022     | PIT      | 1     | 4     | 3     | 0     | 1     | 0        | 0        | 0        | 1     | 0     | 0     | 0        | 0     | 0     | 1     | 0     | 0     | 2     | 0        | .333  | .500     | .333     | .833  |
| 2023     | PIT      | 59    | 213   | 198   | 21    | 47    | 4        | 1        | 7        | 74    | 26    | 6     | 2        | 2     | 1     | 11    | 0     | 1     | 67    | 6        | .237  | .280     | .374     | .654  |
| MLB：2年 | MLB：2年 | 60    | 217   | 201   | 21    | 48    | 4        | 1        | 7        | 75    | 26    | 6     | 2        | 2     | 1     | 12    | 0     | 1     | 69    | 6        | .239  | .284     | .373     | .657  |

- 2023年度シーズン終了時

### 年度別守備成績
| 年 度 | 球 団 | 二塁（2B） | 二塁（2B） | 二塁（2B） | 二塁（2B） | 二塁（2B） | 二塁（2B） | 遊撃（SS） | 遊撃（SS） | 遊撃（SS） | 遊撃（SS） | 遊撃（SS） | 遊撃（SS） |
| 年 度 | 球 団 | 試 合      | 刺 殺      | 補 殺      | 失 策      | 併 殺      | 守 備 率   | 試 合      | 刺 殺      | 補 殺      | 失 策      | 併 殺      | 守 備 率   |
| ----- | ----- | ---------- | ---------- | ---------- | ---------- | ---------- | ---------- | ---------- | ---------- | ---------- | ---------- | ---------- | ---------- |
| 2022  | PIT   | -          | -          | -          | -          | -          | -          | 1          | 2          | 3          | 0          | 0          | 1.000      |
| 2023  | PIT   | 33         | 53         | 59         | 0          | 20         | 1.000      | 39         | 39         | 80         | 5          | 15         | .960       |
| MLB   | MLB   | 33         | 53         | 59         | 0          | 20         | 1.000      | 40         | 41         | 83         | 5          | 15         | .961       |

- 2023年度シーズン終了時

### 背番号
- 60（2022年 - 2023年）
- 31（2024年 - ）